# Tiffauges
Tiffauges ist eine französische Gemeinde mit 1556 Einwohnern (Stand 1. Januar 2022) im Département Vendée der Region Pays de la Loire.

## Geografie
Die Stadt liegt am Ufer der Sèvre Nantaise, an der Einmündung des linken Nebenflusses Crûme.

## Geschichte
Tiffauges ist benannt nach den Taifalen.
Im 11. Jahrhundert wurde Tiffauges Lehen der Grafen von Thouars. Geoffroy von Thouars baute im 12. Jahrhundert die Burg.
Catherine de Thouars heiratete 1420 Gilles de Rais. Dieser tötete Knaben auf der Burg und wurde daher exekutiert. Catherine de Thouars heiratete den Jean II. de Vendôme, vidame de Chartres.

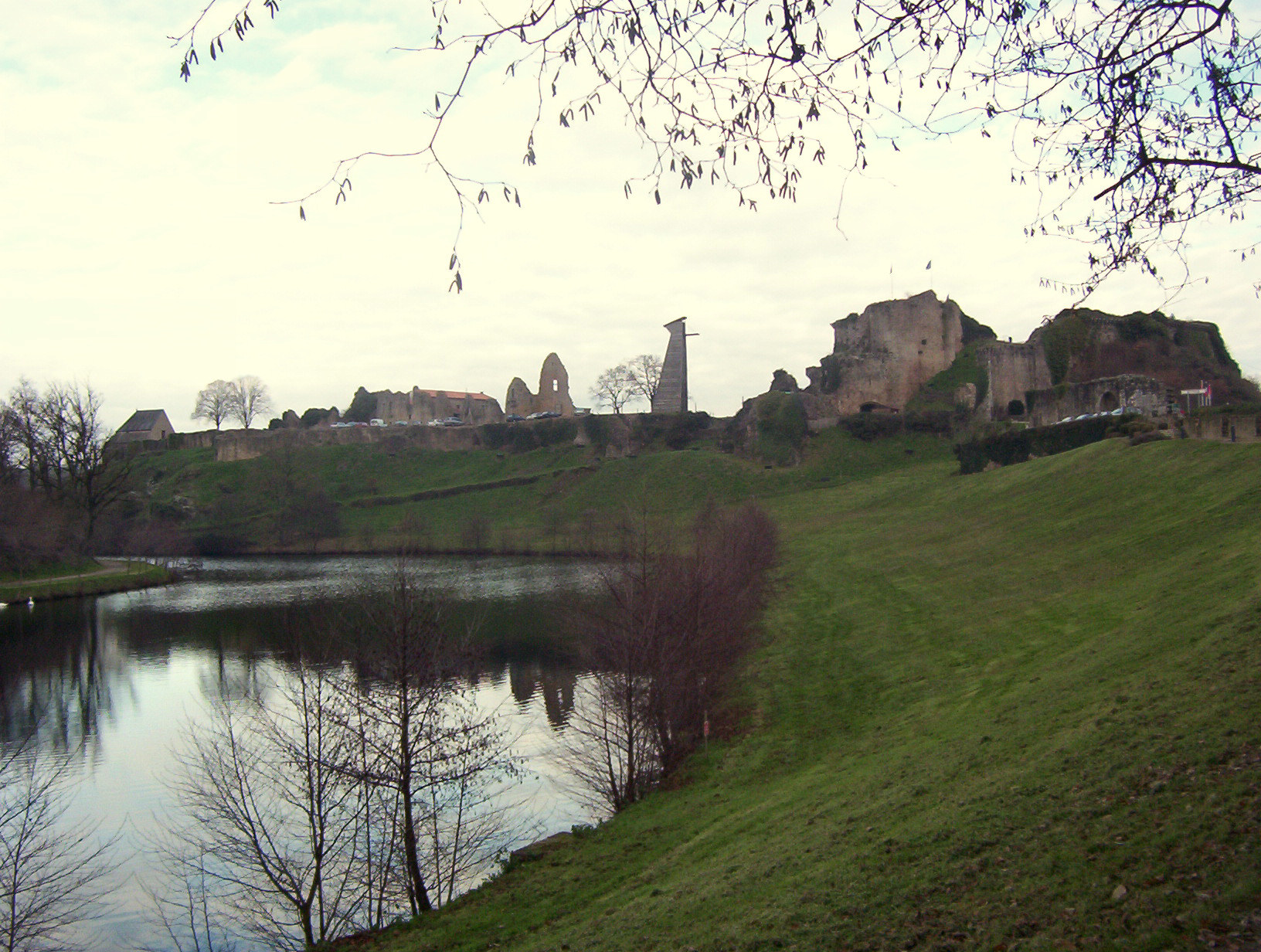
Burg Tiffauges

## Baudenkmäler
Siehe: Liste der Monuments historiques in Tiffauges